# Kõinastu (Saaremaa)
Koordinaten: 58° 38′ N, 23° 1′ O

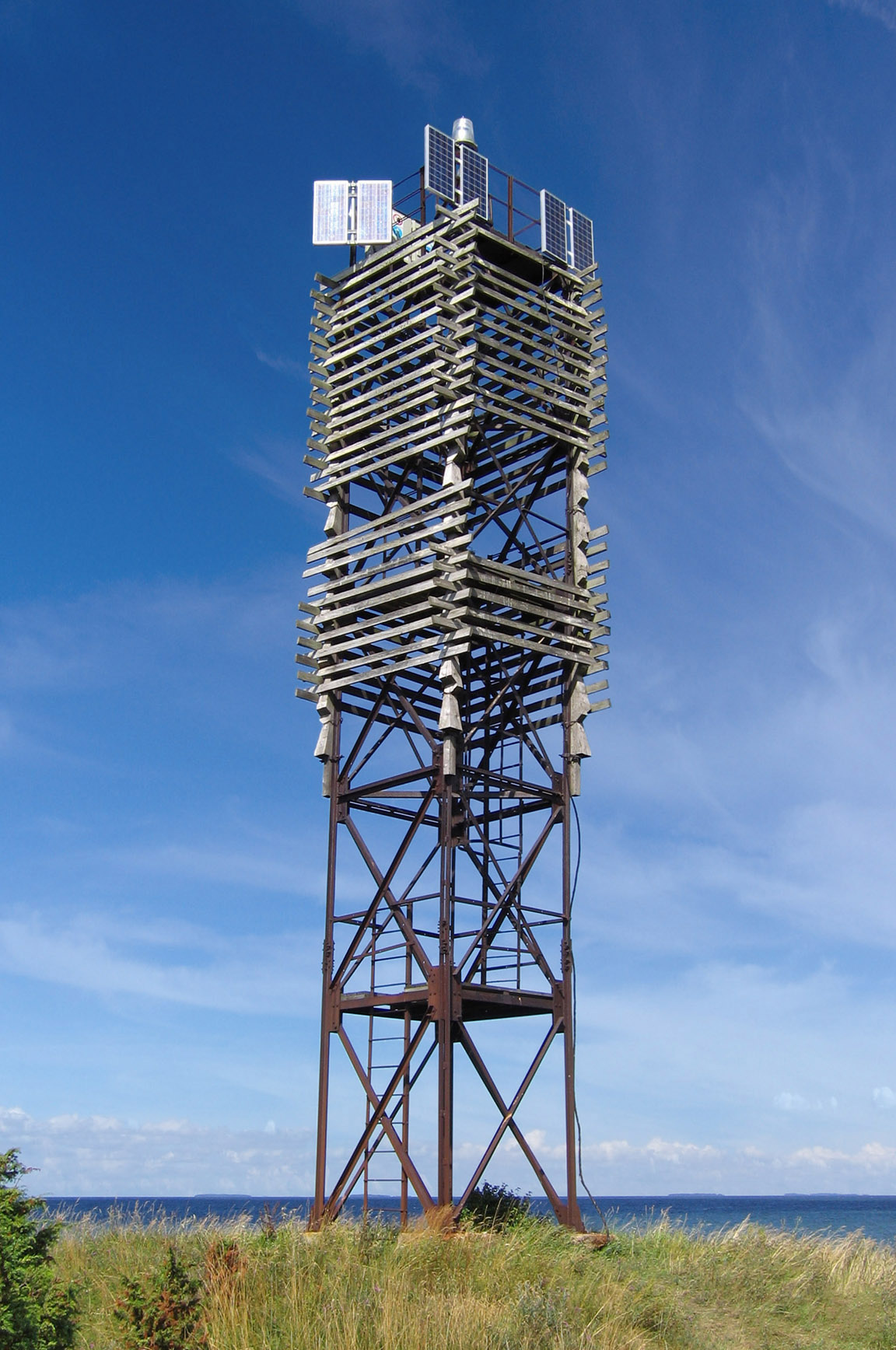
Bake

Kõinastu (deutsch Keinast) ist ein Dorf (estnisch küla) auf der kleinen estnischen Insel Kõinastu laid. Es gehört zur Landgemeinde Saaremaa (bis 2017: Landgemeinde Orissaare) im Kreis Saare.
Das Dorf ist die einzige Siedlung der Insel. Sie hat heute noch 9 Einwohner (Stand 31. Dezember 2019).